# Turquestein-Blancrupt
Turquestein-Blancrupt è un comune francese di 23 abitanti situato nel dipartimento della Mosella nella regione del Grand Est.

## Società

### Evoluzione demografica
Abitanti censiti